# Stanisław Gurowski
Stanisław Gurowski herbu Wczele (zm. przed 22 sierpnia 1712 roku) – skarbnik wschowski w latach 1694–1695 i od 1704 roku.
Poseł województw poznańskiego i kaliskiego na elekcję 1704 roku.